# Guillermo Dupaix
Guillermo Dupaix (Vielsalm, Luxemburgo, actual Bélgica, 22 de enero de 1746 - México, 9 de junio de 1817) es uno de los primeros anticuarios de las civilizaciones mesoamericanas. Nació con el nombre de Guillaume Joseph Dupaix en el Ducado de Luxemburgo, parte del Sacro Imperio, y desde edad temprana se inclinó por las fuerzas armadas. Vivió en España hasta que en 1790 consiguió los favores del rey para viajar al virreinato de Nueva España. 
Autor de una extensa obra arqueológica cuyo mejor trabajo es «Antiquités Mexicaines. Relation des trois expéditions du Capitaine Dupaix ordonnés en 1805, 1806 et 1807, pour le recherche des antiquités du pays notamment celles de Mitla et de Palenque; acompagnée des dessim de Castañeda», un libro en tres volúmenes que se publicó en París, en 1834, enriquecido con ilustraciones de Luciano Castañeda, también destaca entre sus libros «Expediciones acerca de los monumentos de la Nueva España, 1805-1808», que no vio la luz hasta que en 1969 fue editado en Madrid. Murió en 1817 en la Ciudad de México.
Fue absuelto de una acusación de deslealtad al rey de España en 1808.